# 中根英郎
中根 英郎（なかね ひでろう、1923年9月19日 - 1982年2月25日）は、日本の経営者。日動火災海上保険社長、会長を務めた。

## 経歴
愛知県出身。1946年に明治大学商学部を卒業し、1950年11月に日動火災海上保険に入社。1963年6月に取締役に就任し、1966年2月に常務、同年6月に専務を経て、1972年6月に副社長に就任し、1977年7月には社長に昇格。
1982年2月25日、肝硬変のために死去。58歳没。